# Lasioglossum subversicolum
Lasioglossum subversicolum är en biart som beskrevs av Fan och Ebmer 1992. Lasioglossum subversicolum ingår i släktet smalbin, och familjen vägbin. Inga underarter finns listade i Catalogue of Life.